# Vidorle

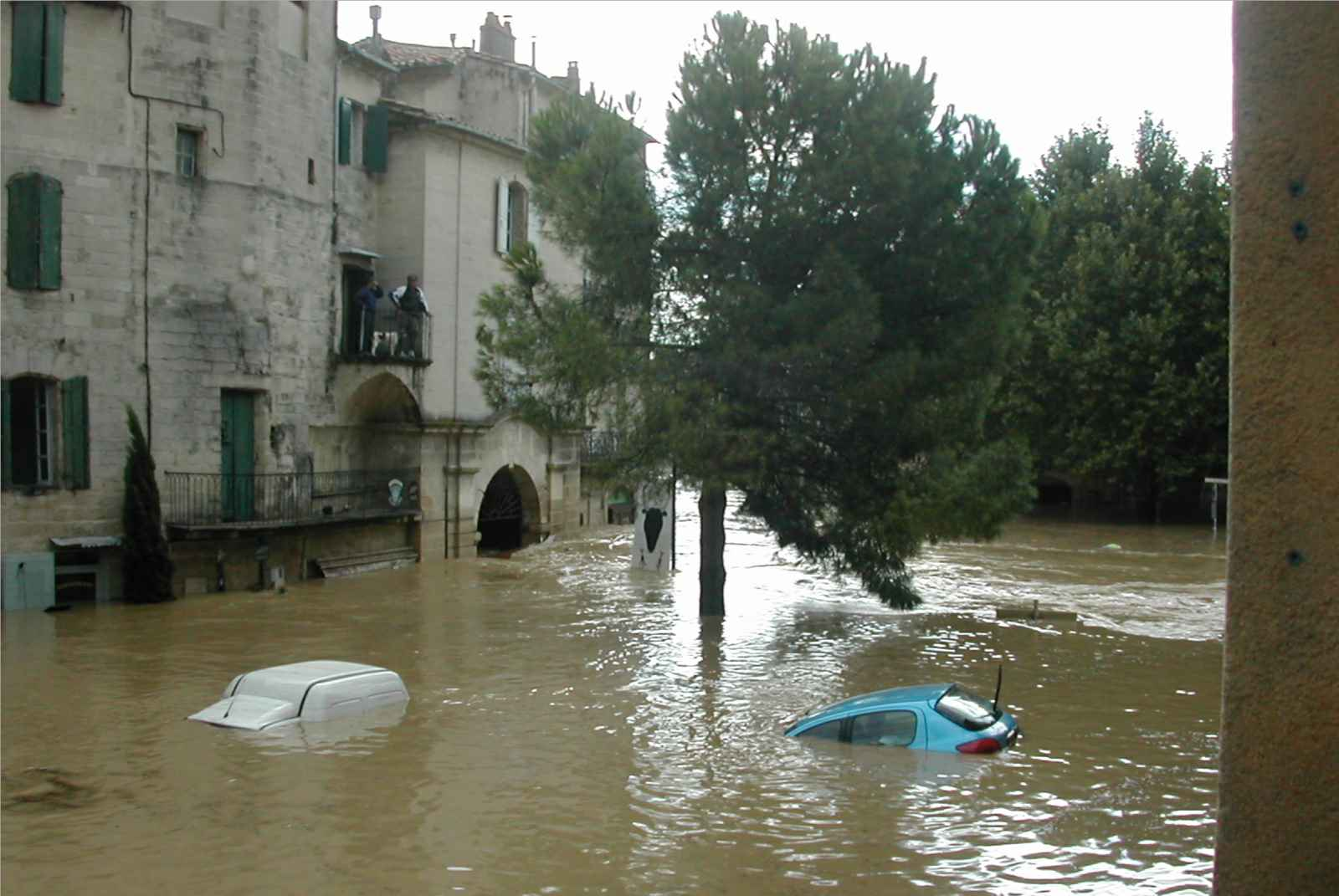
Inundacions a Someire provocades pel riu Vidorle

El Vidorle (de l'occità Vidorle i en francès Vidourle) és un riu que forma en gran part la línia divisòria entre els departaments francesos de l'Erau i del Gard. Desemboca al mar Mediterrani a Lo Grau dau Rèi, únic municipi costaner del Gard. Neix a uns 500 msnm, a prop de la Montagne de la Fage, al departament de Gard, tot i que molt a la vora del d'Erau. Fa una llargada de 85 km i drena una conca de 1.335 km². Fins al segle xix no desembocava directament al Mediterrani, sinó que ho feia a l'Estany de Mauguiò.
Discorre pel Gard, formant, aigües avall de Someire i fins al Canal del Roine a Seta, el límit d'aquest departament amb el departament d'Erau. En el seu curs no travessa grans ciutats, destacant Sent Ipolit, Sauve, Quiçac, Someire, Marsilhargues i Lo Grau dau Rèi.
Encara que es trobi a tres quilòmetres de les seves ribes, Lunèl (departament d'Erau) i més sovint Someire han sigut inundades per les seves crescudes que s'anomenen popularment en occità vidorladas.
Es considera tradicionalment que el riu marca el límit lingüístic entre els dialectes llenguadocià i provençal de la llengua occitana.